# Storia d'amore
Storia d'amore es una película dramática italiana de 1986 dirigida por Francesco Maselli. 
Fue presentada en el Festival Internacional de Cine de Venecia de 1986, en la que ganó los premios del Premio Especial del jurado y el de Copa Volpi a la mejor actriz (Valeria Golino).

## Sinopsis
Una chica de clase trabajadora se muda a vivir con su novio mientras sigue cuidando de su padre y sus hermanos. Las cosas cambian radicalmente cuando oconoce y se enamora de otro chico.

## Reparto
| Actor               | Personaje         |
| ------------------- | ----------------- |
| Valeria Golino      | Bruna Assecondati |
| Blas Roca-Rey       | Sergio            |
| Livio Panieri       | Mario             |
| Luigi Diberti       | Padre de Bruna    |
| Gabriella Giorgelli | Madre de Sergio   |

## Premios y distinciones
Premios Óscar
| Año  | Categoría                    | Persona           | Resultado |
| ---- | ---------------------------- | ----------------- | --------- |
| 1986 | Premio Especial del jurado   | Francesco Maselli | Ganador   |
| 1986 | Copa Volpi a la mejor actriz | Valeria Golino    | Ganador   |